# Leidse Geologische Vereniging
De Leidse Geologische Vereniging (L.G.V.) is een reünistenvereniging voor voormalige studenten in de geologie aan de Universiteit Leiden. De vereniging werd opgericht als studievereniging in 1933 en heeft in die hoedanigheid bestaan tot 1981, toen ze kortstondig fuseerde met de Utrechtse Geologen Vereniging. Reden daarvoor was de fusie van het Geologisch Instituut van Leiden met dat van Utrecht, waardoor het niet meer mogelijk was geologie te studeren aan de Universiteit Leiden. Sinds 13 januari 1983 echter is de L.G.V. voortgezet als reünistenvereniging met enkele honderden leden, die jaarlijks diverse activiteiten organiseert.
Bekende leden, oud-leden en ereleden van de L.G.V. zijn Isaak Martinus van der Vlerk, Berend Escher, Ulbo de Sitter, Philip Henry Kuenen, Jean Jacques Dozy, Emile den Tex en Henk Zwart.
GAOS (UvA) · GeoVUsie (VU) · Mijnbouwkundige Vereeniging (TUD) · UAV (UU] · Pyrus (WUR)

Voormalige studieverenigingen: Lulofs (UvA) · GSVA (UvA) · L.G.V. (RUL) · U.G.V. (UU) · Drift '66 (UU)
- Virtual International Authority File: 188924649